# Manx (kattenras)
De Manx is een eeuwenoud, op een natuurlijke manier tot stand gekomen kattenras dat zijn oorsprong vindt op het Britse eiland Man.
Manx is de genitief van het woord Man en betekent dus "(afkomstig) van Man".

## Herkomst
Het landras is ontstaan op het eiland Man, een onafhankelijk eiland vallend onder de Britse Kroon in de Ierse Zee waar het eeuwen geleden, mogelijk als een spontane mutatie, is ontstaan en er kittens geboren werden zonder staart of met een kort stompstaartje. Omdat de eigenschap voor de overleving geen negatieve effecten heeft, plantten de dieren zich voort en aangezien het gen dominant vererft, verspreidde de eigenschap zich snel. De lokale bevolking heeft zich al meer dan eens verbaasd uitgesproken over katten mét staart; deze waren bij hen onbekend.
Deze ondersoort van de gedomesticeerde kat met als wetenschappelijke naam Felis catus anura (manxkat), komt sinds eeuwen voor als prevalent type van de huiskat op het eiland Man. De kat wordt daar al eeuwen als huisdier en muizenvanger gehouden. De kenmerkende eigenschap is het geheel of gedeeltelijk missen van de staart, wat veroorzaakt wordt door een autosomaal dominant overervende eigenschap met variabele expressie, bepaald door een enkel gen, het Manx taillessness gene. Door de variabele expressie kan de staartlengte variëren van helemaal geen staart tot een bijna volledige staart en alles dat ertussen zit. Homozygote kittens sterven in utero door de ernstige misvorming van de ruggengraat. Hieruit volgt dat alle staartloze Manxkatten heterozygoot zijn; bovendien wordt om deze reden afgeraden twee staartloze katten met elkaar te kruisen. Een nest kan zowel staartloze kittens als kittens met staart bevatten.

## Uiterlijk

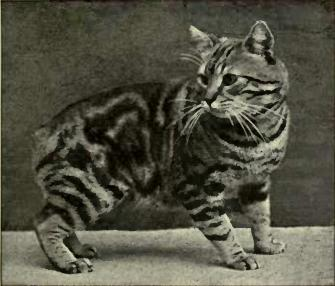
Manxkater Silverwing uit 1902

Het lichaamstype lijkt het meest op dat van de oorspronkelijke West-Europese boeren-/huiskat: stevig, middelgroot, gespierd en voorkomend in traditionele huiskattenkleuren en -patronen. Er worden vijf staartlengtes onderscheiden:
- geen staart (rumpy),
- een tot drie heiligbeenwervels (rumpy-riser),
- kort stompstaartje (stumpy),
- korte incomplete staart (longy) en
- een volledige staart (tailed).

De wijze van vererving is autosomaal dominant met een variabele expressie. Het is vooraf niet te voorspellen hoeveel staartwervels ontbreken, welke staartlengte of stompstaart tot het compleet missen ervan de beide ouderdieren ook bezitten. Ondanks het vaak deels tot compleet ontbreken van de staart hebben de katten geen moeite bij het houden van hun evenwicht of lopen en springen. Ze kunnen met alle gemak over een smalle schutting lopen of in bomen klimmen. Verdere lichamelijke kenmerken zijn: ronde kop, dikke dubbele vacht, gespierde poten, langere achterpoten en een ronde oplopende ruglijn.

## Vachtlengtes

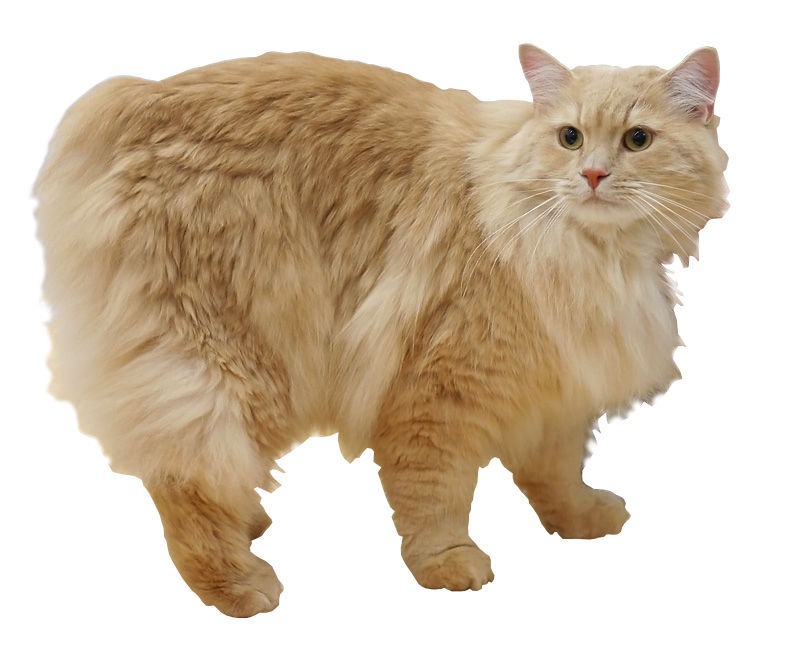
Crème cyper Cymric

Het ras komt zowel in kortharige als langharige variëteit voor. De laatste wordt soms ook Cymric genoemd maar alle overkoepelende organisaties zien tegenwoordig de manx als één ras met twee vachtlengtes. De oude naam voor de langharige variëteit is destijds bedacht door een Canadese fokker, Blair Wright, die de link legde met het Welsh woord Cymru, wat staat voor "Wales". Dit hoewel de variëteit geen enkele relatie met dat land heeft. Mede hierom, maar ook omdat het ras al vanouds in twee vachtlengtes voorkomt en in nestjes van twee kortharige ouderdieren af en toe regulier een langharig kitten voorkomt, is de naam in onbruik geraakt. Enkel de Europese overkoepelende organisatie FIFe gebruikt de naam nog, maar beschouwt het wel als één ras.

## Karakter

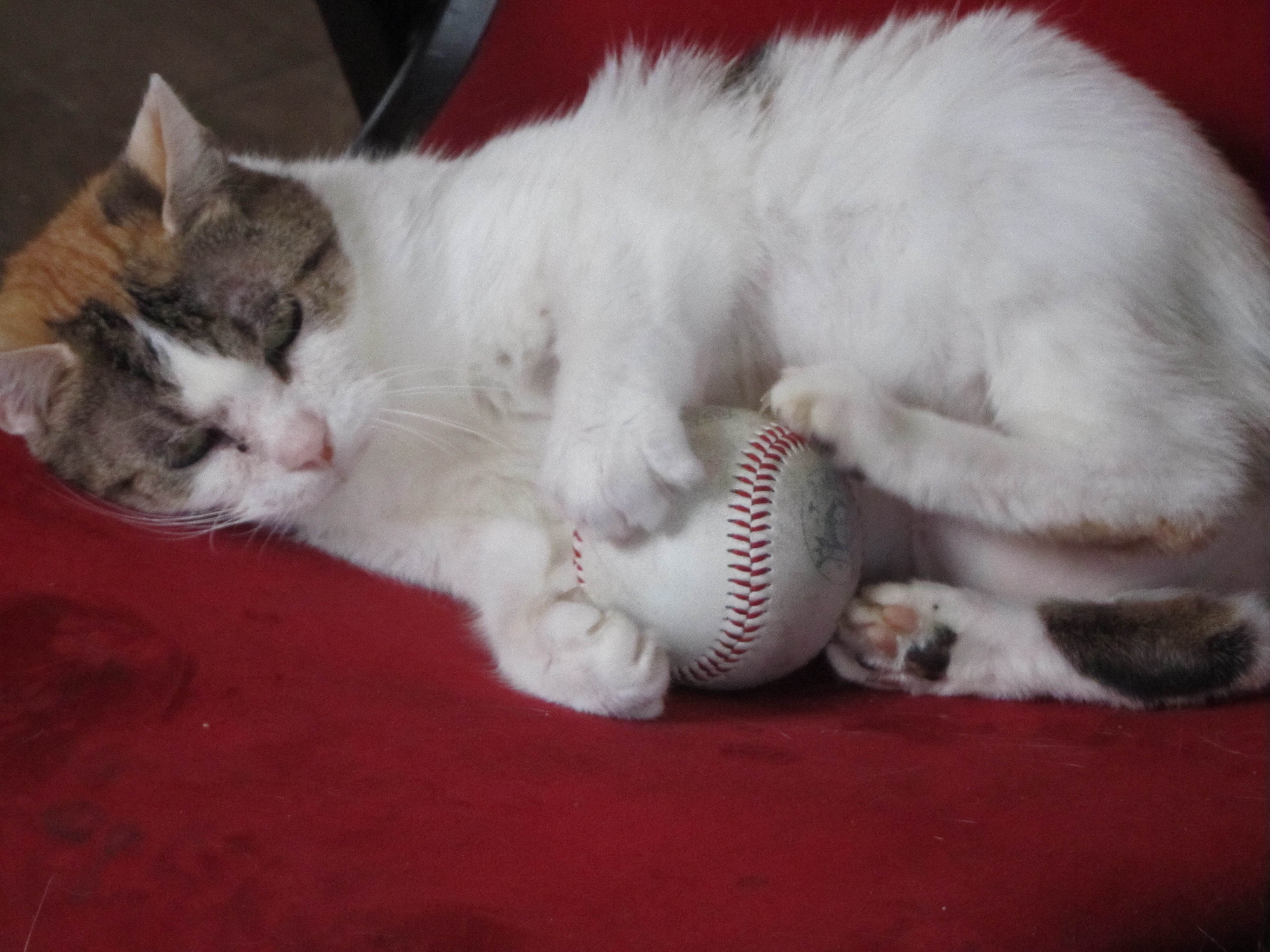
Manxpoes zwart cypers lapjeskat (schildpad met wit) rumpy met honkbal

Het karakter van de Manx is zachtaardig, harmonieus en aanhankelijk. Het zijn echte gezelschapsdieren en ze kunnen goed opschieten met andere huisdieren en kinderen. Ze hechten zich meestal aan één persoon in het gezin. De gehechtheid aan de eigenaar strekt zich ertoe uit dat deze ook buiten vergezeld wordt, waarbij de kat, net als een hond, mee gaat op de wandeling. De Manx kan geleerd worden te apporteren, bijvoorbeeld met propjes papier of een balletje. Ook kan manxkatten geleerd worden aan een tuigje te lopen. De Manx is erg speels en blijft dit tot op hoge leeftijd.